# Chřestýšovec běloretý
Chřestýšovec běloretý (Trimeresurus albolabris) je jedovatý had z čeledi zmijovitých, endemicky se vyskytující v jihovýchodní Asii. Jedná se o stromový druh, živí se malými ptáky, žábami a savci. V současnosti jsou známy tři jednotlivé poddruhy.

## Výskyt
Chřestýšovci běloretí jsou k nalezení po celém jihovýchodu Asie, od Indie přes Barmu, Thajsko, Kambodžu, Laos, Vietnam, jižní Čínu (včetně ostrova Chaj-nan) a Malajsii až po Indonésii, včetně ostrovů Sumatra, Borneo, Jáva a Komodo.